# Richard Brake
Richard Colin Brake (Ystrad Mynach, 30 november 1964) is een Welsh-Amerikaans acteur. Hij maakte in 1993 zijn acteerdebuut als een niet bij naam genoemde verslaggever in een aflevering van de Britse comedyserie Jeeves and Wooster. Zijn eerste filmrol volgde in 1994, als 'Scott Ridley' in de sciencefiction-horrorfilm Death Machine.

## Carrière
Brake werd geboren in Wales. Toen hij twee was, verhuisden zijn ouders met hem naar de Verenigde Staten. Na zijn filmdebuut speelde hij bijrollen in een paar lowbudgetfilms voor hij in 2003 te zien was als een van de mannen die Natalie Portman belagen in de oorlogsfilm Cold Mountain. Twee jaar later was hij opnieuw te zien in een grote publieksfilm. Brake speelde toen Joe Chill in Batman Begins. Hiermee was zijn acteercarrière definitief van de grond.
Brake speelt vaak harde en gemene personages, zoals criminelen, militairen en moordenaars. Hij wordt ook regelmatig gecast voor rollen als Oost-Europeaan. Hij is voornamelijk te zien in thrillers, actie-, sciencefiction- en horrorfilms. Brake speelde in 2009 lijkschouwer 'Gary Scott' in Halloween II van regisseur Rob Zombie. Deze samenwerking beviel zo goed dat hij daarna ook rollen kreeg in Zombies horrorfilms 31 (als moordende clown 'Doom-Head') en 3 from Hell (als moordenaar 'Winslow Foxworth 'Foxy' Coltrane').
Brake speelde in 2014 en 2015 de Night King in de televisieserie Game of Thrones. Hij is als zodanig te zien in de afleveringen Oathkeeper en Hardhome. Deze rol werd vanaf seizoen 6 overgenomen door stuntman Vladimír Furdík, de man die ook te zien is als een van de First Men in een scène waarin de Children of the Forest die veranderen in de Night King.

## Filmografie
*Exclusief televisiefilms
| - The Munsters (2022) - Tremors: Shrieker Island (2020) - The Rhythm Section (2020) - 3 from Hell (2019) - The Dare (2019) - Feedback (2019) - Les frères Sisters (2018) - Perfect Skin (2018) - Mandy (2018) - The Death of Stalin (2017) - Bitter Harvest (2017) - 31 (2016) - The Chameleon (2015) - The Cannibal in the Jungle (2015) - Spy (2015) - Kingsman: The Secret Service (2014) - Set Fire to the Stars (2014) - Thor: The Dark World (2013) - The Counselor (2013) - The Numbers Station (2013) - The Incident (2011) | - Water for Elephants (2011) - Good Day for It (2011) - Detention (2011) - Legacy (2010) - Cuckoo (2009) - Halloween II (2009) - Perkins' 14 (2009) - Outpost (2008) - Retribution (2007) - Hannibal Rising (2007) - The Black Dahlia (2006) - Munich (2005) - Doom (2005) - Batman Begins (2005) - Soul Searcher (2005) - Cold Mountain (2003) - Deus Volt (1997) - Virtual Terror (1996) - Subterfuge (1996) - Death Machine (1994) |

## Televisieseries
*Exclusief eenmalige gastrollen
- Robozuna - Caesar (2019, twee afleveringen)
- Sanctuary - Carol (2019, zes afleveringen)
- The Royals - Jaspers vader (2018, vijf afleveringen)
- Absentia - Conrad Harlow (2017, zeven afleveringen)
- Ray Donovan - Vlad (2016, vier afleveringen)
- Beowulf: Return to the Shieldlands - Arak (2016, twee afleveringen)
- The Bastard Executioner - Edwin Pryce (2015, drie afleveringen)
- Game of Thrones - The Night King (2014-2015, twee afleveringen)
- Mob City - Terry (2013, vijf afleveringen)
- Above Suspicion - Alexander Fitzpatrick (2011, drie afleveringen)
- The Deep - McIndoe (2010, drie afleveringen)

- Biblioteca Nacional de España: XX5523345
- International Standard Name Identifier: 0000 0003 7206 6773
- Library of Congress Control Number: no2010198655
- Virtual International Authority File: 161049886
- WorldCat: E39PBJqVXRpvDjK8MDbpbkwpyd